# Kim Young-Ho
Kim Young-Ho (en coreano: 김영호; 9 de abril de 1971) es un deportista surcoreano que compitió en esgrima, especialista en la modalidad de florete.
Participó en tres Juegos Olímpicos de Verano entre los años 1992 y 2000, obteniendo una medalla de oro en Sídney 2000 la prueba individual. Ganó tres medallas en el Campeonato Mundial de Esgrima entre los años 1997 y 1999.

## Palmarés internacional
| Juegos Olímpicos   | Juegos Olímpicos            | Juegos Olímpicos  | Juegos Olímpicos    |
| Año                | Lugar                       | Medalla           | Prueba              |
| ------------------ | --------------------------- | ----------------- | ------------------- |
| 2000               | Sídney (Australia)          | Medalla de oro    | Florete individual  |
| Campeonato Mundial |                             |                   |                     |
| Año                | Lugar                       | Medalla           | Prueba              |
| 1997               | Ciudad del Cabo (Sudáfrica) | Medalla de plata  | Florete individual  |
| 1998               | La Chaux-de-Fonds (Suiza)   | Medalla de bronce | Florete por equipos |
| 1999               | Seúl (Corea del Sur)        | Medalla de bronce | Florete individual  |